# Josef Hauser
Josef Hauser (10 marzo 1910 – 10 agosto 1981) è stato un pallanuotista tedesco, vincitore di una medaglia d'argento all'olimpiade di Berlino 1936.